# 汪慶百
汪庆百（？—1652年），字元履，号生洲，浙江开化芹阳镇（今城关镇）人。明朝政治人物。

## 生平
万历三十七年（1609年）己酉科浙江鄉試舉人，萬曆三十八年（1610年）聯捷进士。初授行人司行人。天启初年（1621年）任职礼部。天启二年（1622年）以病归里。崇祯三年（1630年）主纂《开化县志》。次年复官，补太常寺少卿，转轶廷尉。官至南京工部尚书。翌年，拜谒明孝陵，途中坠马伤臂，即上书请求致仕，归隐著书。

## 著作
有《工部瑞莲党》15卷等。